# Impasse des Provençaux
L'impasse des Provençaux est une ancienne voie du 1er arrondissement de Paris qui a disparu en 1906 afin de permettre la construction du magasin 2 de la Samaritaine.

## Situation

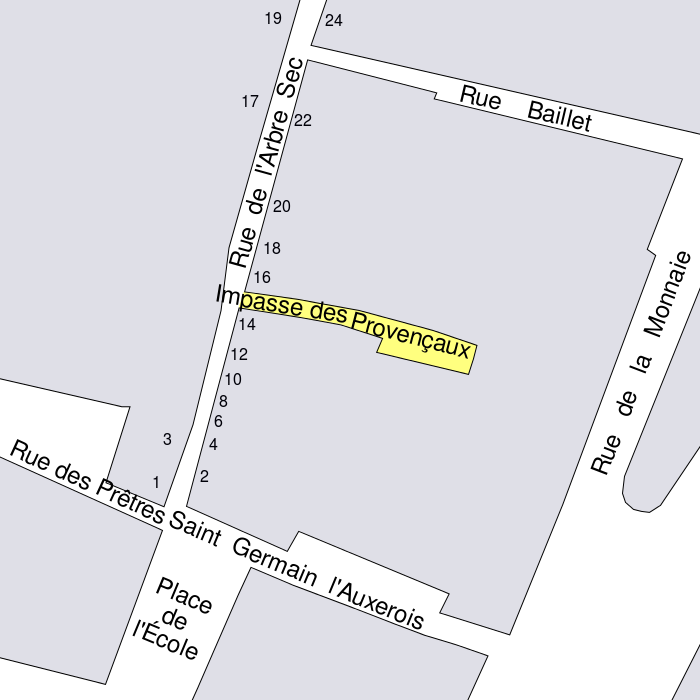
Plan de l'impasse des Provençaux et de la voirie avoisinante à la fin du XIXe siècle, avant la construction du magasin 2 de la Samaritaine.

Au XIXe siècle, l'« impasse des Provençaux », ou « cul-de-sac des Provençaux », d'une longueur de 43 mètres, qui était située dans l'ancien 4e arrondissement, quartier du Louvre commençait aux 14-16, rue de l'Arbre-Sec et se terminait en impasse.
Les numéros de la rue étaient rouges. Le dernier numéro impair était le no 7 et il n'y avait qu'un seul numéro pair, le no 2.
Au XIXe siècle, l'impasse des Provençaux, située dans le 1er arrondissement, quartier Saint-Germain-l'Auxerrois, trouvait naissance entre les 14-16, rue de l'Arbre-Sec et donnait sur le chevet de l'église Saint-Germain-l'Auxerrois. Elle existait déjà en 1293. Déclassée en 1905, elle a été intégrée à l'îlot constituant le magasin 2 de la Samaritaine.

## Origine du nom
Son nom lui vient d'une enseigne où l'on pouvait trouver à la fin du XVIIe siècle des produits méridionaux, notamment provençaux, et qui subsistait encore en 1772,.

## Historique
Au XIIIe siècle, cette voie était appelée « rue Arnould-de-Charonne », du nom d'un particulier, un bourgeois de Paris qui y demeurait en 1293. En 1313, on l'indique sous le nom de « rue Raoul-de-Charonne » puis, par altération, elle est appelée en 1399 du nom de « rue d'Arnoul-le-Charron » ; en 1524, sous celui de « rue d'Arnoul-de-Charonne », mais également sous le nom de « rue du Chartier » et est citée dans un manuscrit de l'abbaye Sainte-Geneviève de 1450 sous le nom de « rue d'Antain ».
Sur le plan de Gomboust de 1652, et celui de Bullet et Blondel de 1676, cette voie est désignée sous le nom de « rue d'Anjou ».
Elle a ensuite pris le nom de « cul-de-sac Saint-Germain-l'Auxerrois » et de « cul-de-sac de l'Arbre-Sec » puis, à la fin du XVIIe siècle, de « cul-de-sac des Provençaux » en raison d'une enseigne qui subsistait encore en 1772.
En 1702, la voie, qui fait partie du quartier du Louvre, comporte 5 maisons et 2 lanternes.
Une décision ministérielle du 16 floréal an X (6 mai 1802) signée Chaptal fixe la largeur de cette voie publique à 7 mètres.
Elle disparait en 1906 lors la construction du magasin 2 de la Samaritaine.

## Bâtiments remarquables et lieux de mémoire
Le collège de Beauvais a été propriétaire de deux maisons au fond à droite de l'impasse des Provençaux. Au XIXe siècle, c'est une école communale de garçons qui se trouvait au fond de l'impasse, cette école étant également riveraine de la rue des Prêtres-Saint-Germain-l'Auxerrois,. Afin de permettre la construction du magasin 2 de la Samaritaine, cette école a été déplacée sur un terrain voisin aux frais du propriétaire du grand magasin.